# Eschlikon
Eschlikon es una comuna suiza del cantón de Turgovia, situada en el distrito de Münchwilen. Limita al oeste y noroeste con las comunas de Wängi y Münchwilen, al este Sirnach, al sur con Fischingen, y al sur con Bichelsee-Balterswil.

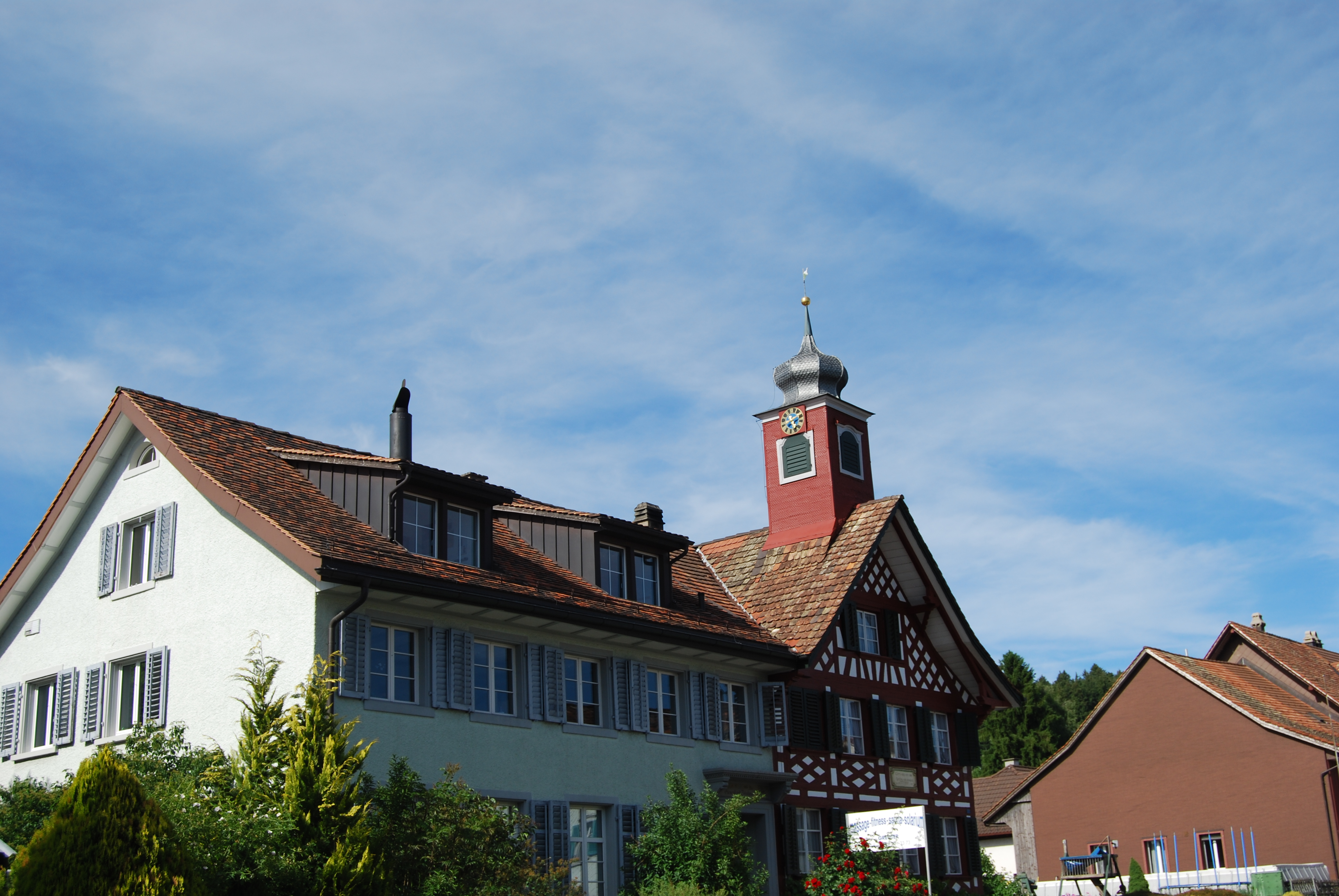
Escuela vieja en Eschlikon

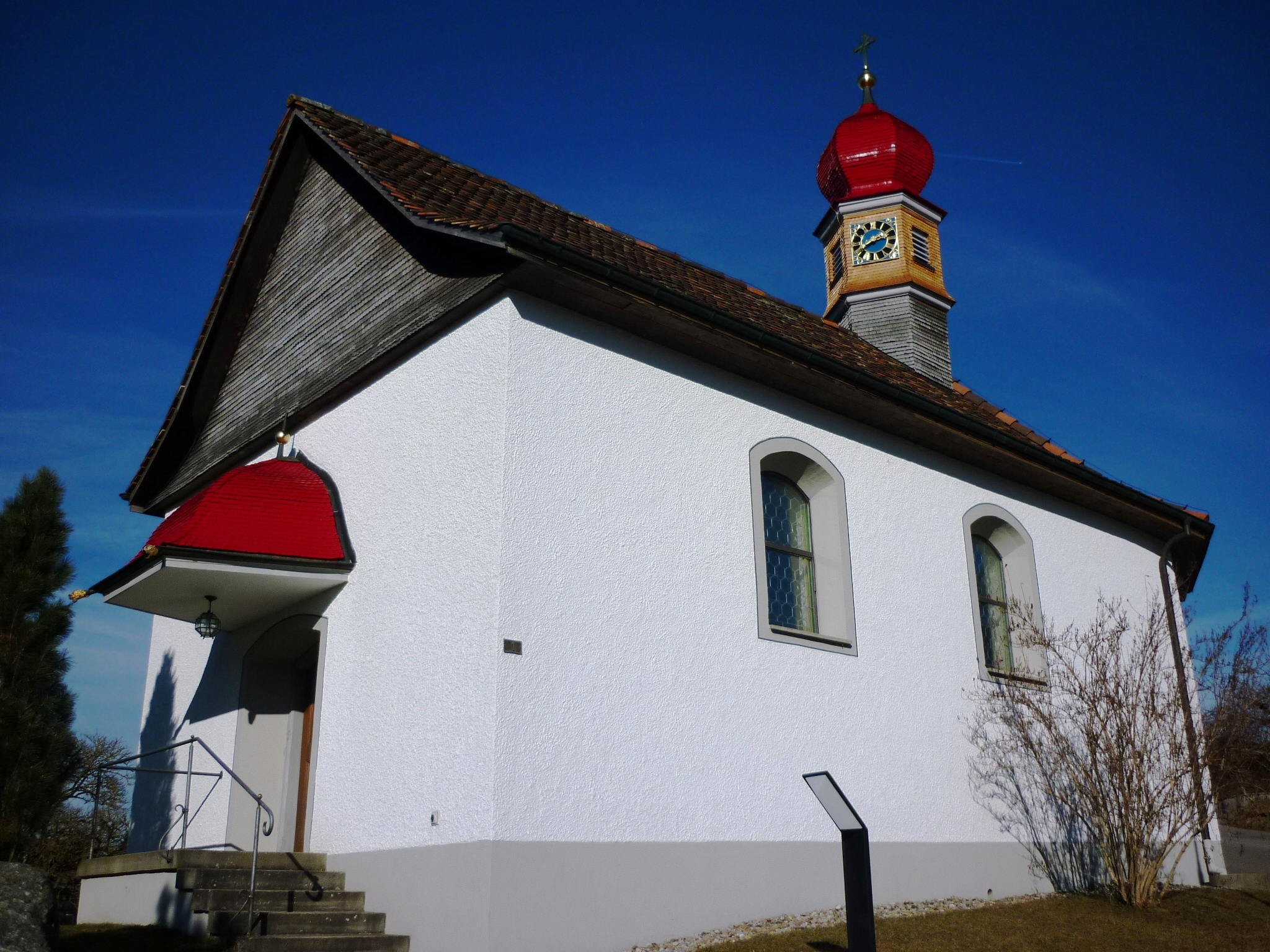
Iglesia de Santa Isabel Bona, Eschlikon

## Transportes
Ferrocarril
Existe una estación ferroviaria en la comuna donde efectúan parada trenes de una línea perteneciente a la red de trenes de cercanías S-Bahn Zúrich.